# Sauber C31
Chronologie des modèles (2012)
Sauber C30 Sauber C32
La Sauber C31 est la monoplace de Formule 1 engagée par l’équipe Sauber F1 Team dans le cadre du championnat du monde de Formule 1 2012. Présentée le 6 février à Jerez, elle débute en championnat le 18 mars 2012 au Grand Prix d’Australie, pilotée par le Japonais Kamui Kobayashi et le Mexicain Sergio Pérez.

## Résultats en championnat du monde de Formule 1
| Saison | Écurie         | Moteur              | Pneus   | Pilotes         | Courses | Courses | Courses | Courses | Courses | Courses | Courses | Courses | Courses | Courses | Courses | Courses | Courses | Courses | Courses | Courses | Courses | Courses | Courses | Courses | Points inscrits | Classement |
| Saison | Écurie         | Moteur              | Pneus   | Pilotes         | 1       | 2       | 3       | 4       | 5       | 6       | 7       | 8       | 9       | 10      | 11      | 12      | 13      | 14      | 15      | 16      | 17      | 18      | 19      | 20      | Points inscrits | Classement |
| ------ | -------------- | ------------------- | ------- | --------------- | ------- | ------- | ------- | ------- | ------- | ------- | ------- | ------- | ------- | ------- | ------- | ------- | ------- | ------- | ------- | ------- | ------- | ------- | ------- | ------- | --------------- | ---------- |
| 2012   | Sauber F1 Team | Ferrari V8 Type 056 | Pirelli |                 | AUS     | MAL     | CHI     | BAH     | ESP     | MON     | CAN     | EUR     | GBR     | ALL     | HON     | BEL     | ITA     | SIN     | JAP     | COR     | IND     | ABU     | USA     | BRÉ     | 126             | 6e         |
| 2012   | Sauber F1 Team | Ferrari V8 Type 056 | Pirelli | Kamui Kobayashi | 6e      | Abd     | 10e     | 13e     | 5e      | Abd     | 9e      | Abd     | 11e     | 4e      | 18e*    | 13e     | 9e      | 13e     | 3e      | Abd     | 14e     | 6e      | 14e     | 9e      | 126             | 6e         |
| 2012   | Sauber F1 Team | Ferrari V8 Type 056 | Pirelli | Sergio Pérez    | 8e      | 2e      | 11e     | 11e     | Abd     | 11e     | 3e      | 9e      | Abd     | 6e      | 14e     | Abd     | 2e      | 10e     | Abd     | 11e     | Abd     | 15e     | 11e     | Abd     | 126             | 6e         |

Légende : ici
- * : le pilote n'a pas terminé la course mais est classé pour avoir parcouru plus de 90 % de la distance de course.